# John F. Reynolds
John Fulton Reynolds (20. september 1820 – 1. juli 1863) var en karriereofficer i den amerikanske hær og general i Unionshæren under den amerikanske borgerkrig. Han var en af hærens mest respekterede højtstående officerer.
Selv om han kun havde begrænset kamperfaring spillede han en nøglerolle i at få Army of the Potomac til at møde Lee i Slaget ved Gettysburg, det slag hvor han selv blev dræbt på den 1. dag.

## Tidlige liv og karriere
Reynolds blev født i Lancaster i Pennsylvania og var et af ni overlevende børn
i familien John Reynolds (1787–1853) og Lydia Moore Reynolds (1794–1843). To af hans brødre var højtstående officerer i henholdsvis hær og flåde.
Han blev indstillet til West Point af Senator James Buchanan, en ven af familien, i 1837, og fik eksamen som nr. 26 af 50 i 1841. Han blev tildelt 3rd U.S. Artillery som midlertidig sekondløjtnant, med tjenested i Fort McHenry. Fra 1842 til 1845 gjorde han tjeneste i St. Augustine i Florida, og Fort Moultrie i South Carolina.
Herefter stødte han til Zachary Taylor's hær i Corpus Christi, Texas, i den Mexicansk-amerikanske krig. Han fik to midlertidige forfremmelser i Mexico – til kaptajn for udvist mod i Slaget ved Monterrey og til major fordi hans kanoner forhindrede mexicanerne i at omgå amerikanernes venstre flanke. Under krigen blev han venner med officererne Winfield Scott Hancock og Lewis Armistead.
Tilbage fra Mexico blev Reynolds tildelt tjeneste i Fort Preble, Maine, New Orleans i Louisiana og Fort Lafayette, New York. I 1855 rejste han vest på til Oregon, hvor han var stationeret på Fort Orford, og deltog i Rogue River krigene i 1856 og Utah krigen med mormonerne i 1857-1858. Han blev kommandant over kadetterne på West Point fra september 1860 til juni 1861, samtidig med at han gjorde tjeneste som instruktør i artilleri, kavaleri og infanteri taktik. På vej hjem fra Oregon mødte Reynolds Katherine "Kate" May Hewitt og blev forlovet med hende. Da han var protestant, og hun var katolik, blev forlovelsen holdt hemmelig, og Hewitts forældre hørte først om den efter Reynolds død.

## Borgerkrigen

### Tidlige opgaver og Syvdagesslaget
Kort efter borgerkrigens udbrud blev Reynolds tilbudt posten som aide-de-camp for generalløjtnant Winfield Scott, men han afslog. Han blev udpeget til oberstløjtnant for det 14. infanteriregiment, men inden han kunne nå at tiltræde blev han forfremmet til brigadegeneral den 20. august 1861 og beordret til Washington, D.C.. Undervejs blev hans ordrer ændret, så han nu skulle til Cape Hatteras Inlet, North Carolina.
Generalmajor George B. McClellan greb ind overfor krigsministeren og fik hans ordrer ændret en gang til, så han kom til den nyopstillede Army of the Potomac. Hans første opgave bestod i at vurdere frivillige officerers kvalifikationer, men han fik snart kommandoen over en brigade af reservister fra Pennsylvania.
Da McClellans hær rykkede op gennem Virginia halvøen i Peninsula kampagnen i 1862, besatte Reynolds Fredericksburg, og blev byens militær guvernør. Hans brigade blev derefter beordret til at indgå i V Korps ved Mechanicsville i Virginia, lige før Syvdagesslaget. Brigaden blev ramt hårdt af Sydstatshærens angreb den 26. juni i Slaget ved Beaver Dam Creek, men deres forsvarslinje holdt, og Reynolds fik senere en takkeskrivelse fra sin divisionschef brigadegeneral George A. McCall.
Sydstatshærens angreb fortsatte den 27. juni og Reynolds, som var udmattet efter Slaget ved Gaines' Mill og to dage uden søvn, blev taget til fange i Boatswain's Swamp, Virginia. Han regnede med, at han var på et forholdsvis sikkert sted, faldt i søvn, og opdagede ikke, at hans retirerende tropper havde efterladt ham. Han var ekstremt flov, da han efter at være blevet fanget blev forestillet Sydstatshærens general D.H. Hill, som var en ven og kollega fra hæren før krigen. Hill skal efter sigende havde sagt til ham: "Reynolds, lad være med at have det så dårligt med at være taget til fange, det er hvad der sker i krig." Reynolds blev ført til Richmond og interneret i Libby fængsel, men blev udvekslet den 15. august mod Lloyd Tilghman).

### Andet slag ved Bull Run, Fredericksburg og Chancellorsville
Ved sin tilbagekomst fik Reynolds kommandoen over Pennsylvania Reserves Divisionen, hvis chef, McCall, var blev taget til fange blot to dage efter Reynolds. V korps tilsluttede sig Army of Virginia under Geneneralmajor John Pope, i Manassas. På den 2. dag af det Andet slag ved Bull Run, mens det meste af hæren var på tilbagetog, ledte Reynolds sine mænd i det sidste forsøg på at holde Henry House Hill, stedet hvor Unionshæren havde haft så stor fiasko året før. Mens han svingede 2. regiments kampflag råbte han "Så drenge, giv dem stålet, bajonetangreb, dobbelt hurtigt!". Hans modangreb stoppede sydstatshæren tilstrækkeligt længe til at unionshæren kunne trække sig tilbage på ordentlig vis, og man kan sige, at det var den vigtigste grund til at den ikke blev fuldstændig ødelagt.
På anfordring af Pennsylvanias guvernør Andrew G. Curtin, fik Reynolds kommandoen over Pennsylvanias milits under General Robert E. Lee's invasion af Maryland. Generalerne McClellan og Joseph Hooker brokkede sig over, at "en skræmt guvernør kan ikke tillades at ødelægge nytten af en hel division", men guvernøren fik ret, og Reynolds tilbragte to uger i Pennsylvania med at eksercere gamle mænd og drenge, og deltog således ikke i Slaget ved Antietam.
Han kom imidlertid tilbage til Army of the Potomac i slutningen af 1862 og overtog kommandoen over I Corps. En af hans divisioner, under kommando af Brigadegeneral George G. Meade, var den eneste som formåede et gennembrud af fjendes linjer i Slaget ved Fredericksburg, men Reynolds forstærkede ikke Meade med sine to andre divisioner og angrebet slog fejl. Reynolds fik ikke en klar melding fra Brigadegeneral William B. Franklin om sin rolle i angrebet.
I Slaget ved Chancellorsville i maj 1863 havde Reynolds et sammenstød med Geneneralmajor Hooker, hans forgænger ved I Korps, som nu kommanderede Army of the Potomac. Hooker havde i starten placeret Reynolds' Korps yderst på Unionshærens venstre fløj, sydøst for Fredericksburg i håbet om at true og distrahere sydstatshærens højre fløj. Den 2. maj skiftede Hooker mening, og beordrede I Korps ud på en 30 kilometers march i modsat retning så de kom om på hærens yderste højre fløj, nordvest for XI korps. Marchen blev forsinket på grund af kommunikationsbrist og behovet for at bevæge sig uset og uden at komme i kontakt med fjenden. I korps var således ikke på plads da XI korps blev overrasket og løbet over ende af generalløjtnant Thomas J. "Stonewall" Jackson's flankerende angreb, et tilbageslag som fjernede Hookers lyst til offensive operationer.
Hooker indkaldte til et krigsråd den 4. maj, hvor Reynolds stemte for at fortsætte slaget, men selv om resultatet var tre mod to for en fortsat offensiv, besluttede Hooker sig for at trække hæren tilbage. Reynolds, som havde lagt sig til at sove, efter at have givet Meade fuldmagt til at stemme, vågnede op, og mumlede højt nok til at Hooker kunne høre det: "Hvad var formålet med at sammenkalde os her midt om natten når han alligevel ville trække sig tilbage?" Det 17.000 mand stærke I korps var ikke i kamp ved Chancellorsville havde kun et tab på 300 mand under hele kampagnen.
Reynolds gik sammen med adskillige af sine kolleger i kravet om at Hooker skulle udskiftes, ligesom han havde talt imod generalmajor Ambrose Burnside efter Slaget ved Fredericksburg. Den forrige gang havde Reynolds skrevet i et privat brev: "Hvis vi ikke snart for en, som kan lede hæren uden først at skulle spørge 'Stanton og Halleck' i Washington, ved jeg ikke hvad der vil ske med denne hær."
Præsident Abraham Lincoln mødtes privat med Reynolds den 2. juni og det menes, at han spurgte om han ville overveje at blive den næste leder af Army of the Potomac. Reynolds skulle efter sigende have svaret, at han kun ville acceptere stillingen hvis han fik frie hænder, og slippe for den politiske indblanding som påvirkede hærens ledere under hele krigen. Da han ikke kunne love noget sådant, valgte Lincoln i stedet den lavere rangerende George G. Meade som erstatning for Hooker den 28. juni.

### Gettysburg
Om morgenen den 1. juli 1863 havde Reynolds kommandoen over den venstre fløj af Army of the Potomac, med operationel kontrol over III og XI korps foruden brigadegeneral John Bufords kavaleri division. Buford stod i byen Gettysburg i Pennsylvania, og havde opstillet en let defensiv linje nord og vest for byen. Han modstod to af sydstaternes infanteribrigade som kom vestfra ad Chambersburg Pike indtil det nærmeste infanteri Reynolds's I Korps begyndte at ankomme. Reynolds red frem foran 1st Division, mødtes med Buford og ledsagede derefter nogle af hans soldater (formentlig fra Brigadegeneral Lysander Cutler's brigade), ind i kampen ved Herbst's Woods. Tropper begyndte at ankomme fra Brigadegeneral Solomon Meredith's Iron Brigade, og mens Reynolds overvågede placeringen af 2nd Wisconsin, faldt han af hesten med et sår i nakken, og døde næsten med det samme. Kommandoen gik videre til hans rangældste divisionschef, Generalmajor Abner Doubleday.
| „ | For Unionen var John Reynolds død mere end blot tabet af en inspirerende leder: det fjernede også en person med tilstrækkelig udsyn og fornuft til at styre dette slag. | “ |
|   | — Noah Andre Trudeau, Gettysburg: A Testing of Courage |   |

Tabet af general Reynolds blev følt stærkt af hæren. Han var elsket af sine mænd og respekteret af sine kolleger. Der findes ikke negative kommentarer om ham fra hans samtidige. Historikeren Shelby Foote skrev, at mange betragtede ham "ikke blot som den højest rangerende, men også som den bedste general i hæren".  Hans død havde imidlertid en mere direkte effekt denne dag. Reynolds havde i praksis valgt slagmarken ved Gettysburg for Meade ved at ændre et tilfældigt møde med fjenden til et stort slag og tvinge Army of the Potomac til at kæmpe her med styrker som i starten var numerisk underlegne overfor sydstatshæren, som var ved at samles her. I den forvirrede kommandosituation efter Reynolds død blev de to korps som nåede frem til slagmarken overmandet og tvunget til at trække sig tilbage gennem byens gader til højderne syd for byen, hvor de blev bragt til samling af hans gamle ven Generalmajor Winfield S. Hancock.
Reynolds blev straks ført fra Gettysburg til Taneytown i Maryland, og derefter til hans fødeby, Lancaster, Pennsylvania, hvor han blev begravet den 4. juli1863. Passende til hans betydning for Unionen og hans hjemstat erindrer 3 statuer om ham i Gettysburg.
Kate Hewitt havde aftalt med Reynolds, at hvis han blev dræbt i krigen ville hun gå i kloster. Efter hans begravelse rejste hun til Emmitsburg i Maryland og sluttede sig til St. Joseph Central House i Order of the Daughters of Charity (som nu er en del af Mount Saint Mary's University).

### Kontroverser om Reynolds død
Historikere er uenige om detaljerne ved Reynolds død, herunder det præcise tidspunkt (enten 10.15, 10.40 eller 10.50), det præcise sted ((på East McPherson Ridge, nær 2nd Wisconsin Infantry, eller West McPherson Ridge, nær 19th Indiana), og hvor kuglen kom fra (en Konfedereret infanterist, en snigskytte eller fra egne rækker. En primær kilde var Sergeant Charles S. Veil, Reynolds' oppasser, som beskrev hændelserne i et brev i 1864 og derefter modsagde nogle af detaljerne i et andet brev 45 år senere. Af et brev fra Reynolds' søster, Jennie, fremgik det at såret fortsatte skråt ned fra nakken, hvilket antydede at han var blevet ramt fra oven, formentlig en skarpskytte fra et træ eller en lade. Historikerne Bruce Gatton og Glenn Tucker var sikre på at en skarpskytte var ansvarlig. Stephen Seard peger på salver fra 7th Tennessee mod 2nd Wisconsin. Edwin Coddington citerer søsterens brev og finder teorien om skarpskytten troværdig, men læner i retning af Sears' konklusion. Harry W. Pfanz er enig i at placeringen var bag 2nd Wisconsin, men kommer ikke med et bud på hvor kuglen kom fra. Steve Sanders, som skrev i Gettysburg magasinet, foreslog, at der kunne være tale om et skud fra egne rækker, hvilket han baserede på nogle samtidige beretninger og konkluderede, at det er lige så sandsynligt som ild fra fjenden.

## Eksterne links
- Reynolds familie papirer Arkiveret 19. juli 2011 hos  Wayback Machine
- Corpus Christi library biografi over Reynolds Arkiveret 5. marts 2008 hos  Wayback Machine
- Grand Army of the Republic i Lancaster County, Pennsylvania
- Reynolds Memorial Arkiveret 13. november 2007 hos  Wayback Machine i Gettysburg, Pennsylvania
- Reynolds Memorial Arkiveret 13. november 2007 hos  Wayback Machine i Philadelphia, Pennsylvania